# María Marín
María Alejandra Marín Verhelst, född 3 november 1995, är en colombiansk volleybollspelare (högerspiker).
Marín spelar med Colombias landslag och har med dem tagit brons vid sydamerikanska mästerskapen 2015 och silver vid sydamerikanska mästerskapen 2017, 2019 och 2021. Hon spelade också i VM 2022. Hon har spelat med klubbar i Colombia, Argentina, Frankrike och Brasilien.